# Іона (Черепанов)
Архієпископ Іо́на (також Йо́на, в миру Черепанов Максим Олександрович; 29 грудня 1971) — архієрей Української православної церкви (Московського патріархату) з 2011 року, єпископ (з 2017 р. — архієпископ) Обухівський, вікарій Київської митрополії. З 1999 року — намісник Троїцького Іонинського монастиря в Києві. З 2010 року — голова Синодального відділу УПЦ МП у справах молоді.

## Життєпис
Максим Олександрович Черепанов народився 29 грудня 1971 року в Києві в сім'ї військовослужбовця, який походить з Архангелської області Російської Федерації.
З 1979 по 1989 роки навчався середній загальноосвітній школі № 131. У 1989-1992 роках навчався у Київському медичному інституті імені Олександра Богомольця.
У 1992 році зарахований до числа братії Києво-Печерської лаври. У 1993 році переведений в Троїцький Іонинський монастир у ботанічному саду в Києві.
З 1993 по 1999 роки заочно навчався у Київській духовній семінарії, з 1999 по 2002 — у Київській духовній академії.
30 березня 1995 року пострижений у рясофор з ім'ям «Іона» на честь преподобного Іони Київського, засновника Свято-Троїцького монастиря. 15 квітня того ж року митрополитом Київським Володимиром висвячений на диякона. 24 серпня пострижений в малу схиму. 27 серпня 1995 року архієпископом Вінницьким і Могилів-Подільським Макарієм висвячений на ієромонаха.
До Великодня 1996 року нагороджений наперсним хрестом. 22 січня 1997 року зведений у сан ігумена. До Великодня 1999 року нагороджений хрестом з прикрасами.
26 липня 1999 року рішенням Священного Синоду УПЦ призначений намісником Іонинського монастиря.
4 листопада 1999 року зведений у сан архімандрита. 22 січня 2002 року удостоєний права служіння з жезлом.
Рішенням Священного Синоду Української православної церкви від 23 грудня 2010 року призначений головою Синодального відділу у справах молоді.
Ріщенням Синоду від 26 серпня 2011 року призначений єпископом Обухівським, вікарієм Київської єпархії. 10 вересня в Трапезному храмі Києво-Печерської лаври митрополитами Київським і всієї України Володимиром, Чернівецьким і Буковинським Онуфрієм, архієпископами Білоцерківським і Богуславським Митрофаном, Переяслав-Хмельницьким і Вишневським Олександром, єпископами Сєвєролонецьким і Старобільським Агапітом, Ніжинським і Прилуцьким Іринеєм, Макарівським Іларієм, Яготинським Серафимом, Олександрійським і Світловодським Антонієм, Васильківським Пантелеймоном та Дрогобицьким Філаретом висвячений на єпископа Обухівського, вікарія Київської митрополії.

## Діяльність
Єпикоп Іона веде активну просвітницько-місіонерську діяльність серед молоді. Має сторінку в забороненій в Україні російській соціальній мережі «ВКонтакті». З його ініціативи в Іонинському монастирі проводяться регулярні зустрічі з молоддю, різноманітні заходи і зустрічі. Монастир видає журнал «ОТРОК.UA», єпископ є його головним редактором. З 2010 року очолює Синодальний відділ Української православної церкви (Московського патріархату) у справах молоді. Був одним з ініціаторів створення російського фестивалю «Брати» в 2005 році і брав участь в ньому протягом кількох років, в тому числі був організатором проведення даного фестивалю в Глібівці (Україна) влітку 2008 року.
За намісництва Іони Троїцький монастир активно розвивався. Звіринецький скит монастиря у 2009 році виокремився у самостійний монастир на честь архангела Михайла.
Архієпископ Іона відомий також своїм знайомством з колишнім діячем проросійського козацтва Олексієм Селівановим, колишнім керівником гуманітарного управління Міністерства оборони України в останні місяці президентства Віктора Януковича (надалі — бойовиком Л/ДНР). Владика Іона відомий своєю ненавистю та зневагою до Православної Церкви України, про що свідчать дописи на його сторінці в мережі «фейсбук». Разом з митрополитами РПЦ в Україні Онуфрієм та Антонієм (Паканичем) відмовився вставати на знак вшанування загиблих в АТО українських воїнів у Верховній Раді (2015 р.)
Неодноразово під час проповідей відмічений в українофобії.
Іону та його оточення критично оцінював журналіст «Нового времени» Іван Верстянюк — автор цілої низки резонансних розслідувань. Зокрема, Верстянюк говорить про контакти Іони с промосковськими сектознавчими центрами: «Мова йде уже про згаданого вище архімандрита Луку (Винарчука), а також про намісника Київського Іонинського монастиря — єпископа Іону (Черепанова). Саме на території останнього монастиря, при Молодіжному відділі УПЦ, який очолював єпископ Іона, діяв координований Бройде „Апологетичний центр св. Іоанна Златоуста“, хоча формальним головою центру по документам числився Лука (Винарчук). Піклувальну ж раду центру очолював єпископ Іона. Правда, перебування Бройде у Києві завершилося у вересні 2013 р., коли був арештований його спонсор з Запоріжжя — бізнесмен Євген Анісімов. Тоді ж сам Бройде раптово втік до Ізраїлю, а вже у 2014 р. вигулькнув у Москві. Але повернемось до Апологетичного центру св. Іоанна Златоуста, що діє з 2012 р. при Іонівському монастирі. В березні 2013 р. у семінарах центру брав участь і колега Павла Бройде по замовним пропагандистським проектам Бєй Ілля Геннадійович (народився 6 жовтня 1978 року, мешканець м. Запоріжжя), який у 2012 р. одночасно з Бройде переїхав до Києва.»..
Також журналіст-розслідувач Верстянюк пише: А вже 24 березня 2017 року було зареєстровано нове видання — "Сімейний журнал «Фамілія», засновником якого виступили члени Всеукраїнської благодійної організації «Молодість не байдужа». Останню структуру, зареєстровану 14 вересня "2011 року при Іонівському монастирі, очолює Черепанов Максим Олександрович, він же — єпископ Обухівський Іона, намісник Іонівського монастиря. Ним видається також журнал «Отрок» для підлітків та молоді, формальним юридичним прикриттям для роботи якого стала громадська організація «Асоціація фотомитців „Родина“, котру очолив редактор журналу Рижков Сергій Вячеславович. Паралельно з редагуванням журналу „Фамілія“, Наталія Горошкова ще з 2013 року згадується як головний редактор новоствореного сайту „Православная жизнь“, який повністю обслуговує інтереси Антонія Паканича, та саме йому вділяє найбільше уваги»..
Під його керівництвом у 2020 році проводився у Києво-Печерській лаврі кінофестиваль «Покров», у якому були помічені пропагандисти із РФ, зокрема Борис Корчевніков. На фестивалі пропагувалась єдність і дружба із Росією на основі «православ'я».
31 жовтня 2024 в числі 16 (із 52) правлячих і 15 (із 58) вікарних архієреїв УПЦ МП підписав заяву, в якій засудив анексію Російською Православною церквою Донецької єпархії, зняття її керівника митрополита Іларіона і заміни на росіянина, уродженця Рязанської області Росії, архієрея з Далекого Сходу.